# Trebocconi
Trebocconi (in croato Tribunj) è un comune della Croazia di 1.450 abitanti della Regione di Sebenico e Tenin.

## Località
Il comune di Trebocconi non è suddiviso in frazioni.